# シャルル・ジョーデイン
シャルル・ジョーデイン（Charles Jourdain、1995年11月27日 - ）は、カナダの男性総合格闘家。ケベック州モントリオール出身。アカデミー・プロ・スターMMA所属。

## 来歴

### 総合格闘技
アマチュア総合格闘技で8勝2敗の戦績を残し、2016年にプロ総合格闘技デビュー。TKOのフェザー級王座とライト級暫定王座を獲得し、UFCと契約した。

### UFC
2019年5月18日、UFC初参戦となったUFC Fight Night: dos Anjos vs. Leeでデスモンド・グリーンと対戦し、0-3の判定負け。
2019年12月21日、UFC Fight Night: Edgar vs. The Korean Zombieでチェ・ドゥホと対戦し、左ストレートと右フックのコンビネーションでダウンを奪い、パウンドで2RTKO勝ち。ファイト・オブ・ザ・ナイトを受賞した。
2022年7月16日、UFC on ABC: Ortega vs. Rodríguezでフェザー級ランキング14位のシェーン・ブルゴスと対戦し、0-2の判定負け。
2023年9月23日、UFC Fight Night: Fiziev vs. Gamrotでリカルド・ラモスと対戦し、ギロチンチョークで1R一本勝ち。パフォーマンス・オブ・ザ・ナイトを受賞した。
2024年11月2日、バンタム級転向初戦となったUFC Fight Night: Moreno vs. Albaziでビクター・ヘンリーと対戦し、ギロチンチョークで3R一本勝ち。パフォーマンス・オブ・ザ・ナイトを受賞した。

## 戦績
| 総合格闘技 戦績 | 総合格闘技 戦績 | 総合格闘技 戦績 | 総合格闘技 戦績 | 総合格闘技 戦績 | 総合格闘技 戦績 | 総合格闘技 戦績 |
| --------------- | --------------- | --------------- | --------------- | --------------- | --------------- | --------------- |
| 25 試合         | (T)KO           | 一本            | 判定            | その他          | 引き分け        | 無効試合        |
| 16 勝           | 8               | 6               | 2               | 0               | 1               | 0               |
| 8 敗            | 1               | 1               | 6               | 0               | 1               | 0               |

| 勝敗 | 対戦相手                   | 試合結果                             | 大会名                                       | 開催年月日     |
| ○    | ビクター・ヘンリー         | 2R 3:43 ギロチンチョーク             | UFC Fight Night: Moreno vs. Albazi           | 2024年11月2日  |
| ×    | ジェアン・シウバ           | 2R 1:22 KO（右アッパー）             | UFC 303: Pereira vs. Procházka 2             | 2024年6月29日  |
| ×    | ショーン・ウッドソン       | 5分3R終了 判定1-2                    | UFC 297: Strickland vs. du Plessis           | 2024年1月20日  |
| ○    | リカルド・ラモス           | 1R 3:12 ギロチンチョーク             | UFC Fight Night: Fiziev vs. Gamrot           | 2023年9月23日  |
| ○    | クロン・グレイシー         | 5分3R終了 判定3-0                    | UFC 288: Sterling vs. Cejudo                 | 2023年5月6日   |
| ×    | ナサニエル・ウッド         | 5分3R終了 判定0-3                    | UFC Fight Night: Gane vs. Tuivasa            | 2022年9月3日   |
| ×    | シェーン・ブルゴス         | 5分3R終了 判定0-2                    | UFC on ABC 3: Ortega vs. Rodríguez           | 2022年7月16日  |
| ○    | ランド・バンナータ         | 1R 2:32 ギロチンチョーク             | UFC Fight Night: Lemos vs. Andrade           | 2022年4月23日  |
| ○    | アンドレ・イーウェル       | 5分3R終了 判定3-0                    | UFC Fight Night: Lewis vs. Daukaus           | 2021年12月18日 |
| ×    | ジュリアン・エローサ       | 3R 2:56 ブラボーチョーク             | UFC Fight Night: Brunson vs. Till            | 2021年9月4日   |
| ○    | マルセロ・ロホ             | 3R 4:31 TKO（左ジャブ）              | UFC Fight Night: Edwards vs. Muhammad        | 2021年3月13日  |
| △    | ジョシュア・クリバオ       | 5分3R終了 判定1-1                    | UFC on ESPN 16: Holm vs. Aldana              | 2020年10月4日  |
| ×    | アンドレ・フィリ           | 5分3R終了 判定1-2                    | UFC on ESPN 10: Eye vs. Calvillo             | 2020年6月13日  |
| ○    | チェ・ドゥホ               | 2R 4:32 TKO（左ストレート→パウンド） | UFC Fight Night: Edgar vs. The Korean Zombie | 2019年12月21日 |
| ×    | デスモンド・グリーン       | 5分3R終了 判定0-3                    | UFC Fight Night: dos Anjos vs. Lee           | 2019年5月18日  |
| ○    | ダミアン・ラピルス         | 5R 2:02 TKO（パンチ連打）            | TKO 47 【TKOライト級暫定王座決定戦】         | 2019年4月11日  |
| ○    | アレックス・モーガン       | 1R 4:38 ギロチンチョーク             | TKO 45 【TKOフェザー級タイトルマッチ】       | 2018年12月27日 |
| ○    | ケビン・ジェネルー         | 2R 4:08 リアネイキドチョーク         | TKO Fight Night 1                            | 2018年8月2日   |
| ○    | マタール・ロー             | 1R 2:19 KO（右フック→パウンド）      | TKO 42                                       | 2018年3月16日  |
| ×    | TJ・ララミー               | 5分5R終了 判定0-3                    | TKO 41 【TKOフェザー級王座決定戦】           | 2017年12月8日  |
| ○    | ウィリアム・ロメロ         | 3R 2:04 TKO（パンチ連打）            | TKO 39                                       | 2017年6月16日  |
| ○    | マシュー・モルチャーノ     | 2R 1:42 TKO（パンチ連打）            | TKO 38                                       | 2017年4月7日   |
| ○    | マイケル・シル             | 2R 1:29 リアネイキドチョーク         | TKO 37                                       | 2017年1月13日  |
| ○    | マルク＝アントワン・リッジ | 3R 4:02 TKO（パンチ連打）            | TKO 36                                       | 2016年11月4日  |
| ○    | トーマス・スマントリ       | 1R 4:32 KO（飛び膝蹴り）             | LAMMQ 5                                      | 2016年5月21日  |
| ○    | バイサングル・ススルカエフ | 1R 4:32 KO（飛び膝蹴り）             | LAMMQ 5                                      | 2016年5月21日  |

## 獲得タイトル
- TKOライト級暫定王座（2019年）
- TKOフェザー級王座（2018年）

## 表彰
- UFC ファイト・オブ・ザ・ナイト（1回）
- UFC パフォーマンス・オブ・ザ・ナイト（2回）